# 2. říjen
2. říjen je 275. den roku podle gregoriánského kalendáře (276. v přestupném roce). Do konce roku zbývá 90 dní.

## Události

### Česko
- 1349 – Karel IV. zaručuje beztrestnost městu Norimberku v případě židovského pogromu.  V dokumentu ze 16. listopadu (tři týdny před pogromem!) povolil městu zbořit židovskou školu a domy a na jejich místě zřídit dvě náměstí a kostel.
- 1373 – Karel IV. získal od Oty Braniborského Braniborsko, které zůstalo Lucemburkům do roku 1415, kdy je Zikmund prodal Hohenzollernům. Listinou v Praze předal léno svém třem synům.
- 1419 – Pohřeb krále Václava, jehož tělo skončilo v kryptě zbraslavského kláštera
- 1421 – Křižáci 2. kruciáty proti husitům odtáhli od Žatce, který neúspěšně obléhali od 10. září, podél Ohře zpět do Chebu. Přes něj a přes Tachovsko opustili Čechy, čímž výprava skončila.
- 1922 – V Hukvaldech dokončil Janáček partituru 2. jednání opery Příhody lišky Bystroušky
- 1933 – Konrád Henlein, představitel německého svazu turnerů v českém pohraničí, vyzval Němce žijící v ČSR k vytvoření nové politické organizace – Sudetendeutsche Heimatsfront (SHF – Sudetoněmecká vlastenecká fronta).
- 1938
  - Začalo obsazování části československého Těšínska polskou armádou.
  - Prezident Beneš přijal zástupce skupiny vojáků a politiků, kteří nadále odmítají přijetí mnichovského diktátu. Většina zástupců této skupiny však odmítá možnost nastolení jiné vlády, případně vojenského převratu bez Benešova souhlasu.
- 1939 – Lístkový systém v Československu. Pro běžný život obyvatel protektorátu byly nejdůležitější lístky na potraviny, zavedené a vydávané ministerstvem zemědělství.
- 1965 – Nová operní budova Janáčkova divadla je slavnostně otevřena v Brně Janáčkovou operou Příhody lišky Bystroušky
- 2005 – Slavnostní otevření Soudobé hudební scény Městského divadla Brno, která se stala s cenou téměř půl miliardy korun největší investicí do tuzemských divadel od roku 1989. Budovu určenou pro 680 diváků otevřelo slavnostní představení muzikálu Vlasy

### Svět
- 0811 – Michael I. Rangabe byl prohlášen byzantským císařem. Předchozí císař Staurakios, který byl donucen abdikovat, odešel do kláštera.
- 0829 – Theofilos nahradil svého otce Michaela II. jako byzantský císař
- 0976 – Hisham II. se stal chalífou španělské Cordoby
- 1187 – Po vítězné bitvě u Hattínu vstoupil Saladin vítězně do Jeruzaléma po 88 letech křižácké vlády
- 1471 – Polský král Kazimír IV. zahájil tažení proti uherskému králi Matyáši Korvínovi.
- 1535 – Francouzský mořeplavec Jacques Cartier se při pátrání po námořní cestě do Tichého oceánu dostává do oblasti dnešního Montrealu, pojmenoval horu Mont Royal.
- 1608 – Holandský optik Hans Lippershey si nechal patentovat dalekohled
- 1614 – Francouzský král Ludvík XIII. je prohlášen za dospělého ve věku 13 let
- 1700 – Bezdětný španělský král Karel II. Habsburský sepsal závěť, v níž odkázal španělský trůn Filipovi z Anjou, vnukovi Ludvíka XIV.
- 1836 – Charles Darwin se vrací do rodné Anglie po pětiletém putování po moři na lodi HMS Beagle, během něhož zformuloval svou teorii o výběru druhů
- 1870 – Řím se stal hlavním městem sjednocené Itálie.
- 1871 – Mormonský vůdce Brigham Young je zatčen pro bigamii
- 1906 – Kanadský šampion těžké váhy boxer Tommy Burns porazil v Los Angeles amerického vyzyvatele "Fireman" Jim Flynn K.O. v 15 kolech a udržel si svůj titul Mistra světa
- 1924 – Ženevské protokoly, usnesení Společnosti národů o mírovém řešení mezinárodních konfliktů, v Ženevě podepsalo 21 zemí světa.
- 1925 – Americká tanečnice Josephine Bakerová poprvé vystupuje v Paříži v La Revue Nègre v divadle Théâtre des Champs-Élysées
- 1928 – Josemaría Escrivá de Balaguer založil Opus Dei.
- 1939 – Kapitulace polských obránců poloostrova Hel
- 1944 – Varšavské povstání: Varšavská Zemská armáda se vzdala německým jednotkám.
- 1958 – Guinea vyhlásila nezávislost na Francii.
- 1986 – V Černobylu se při stavbě ochranného sarkofágu zřítil vrtulník Mi-8.
- 1997 – Byla podepsána Amsterodamská smlouva.

## Narození

### Česko

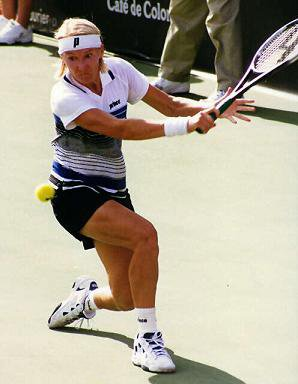
Jana Novotná (* 1968)

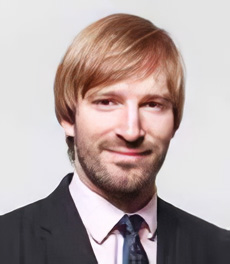
Adam Vojtěch (* 1986)

- 1595 – Pavel Konopeus, augustiniánský řeholník, zakladatel tiskárny v České Lípě († 12. října 1635)
- 1704 – František Ignác Tůma, skladatel († 30. ledna 1774)
- 1710 – František Antonín Grimm, barokní architekt († 17. ledna 1784)
- 1809 – Antonín Emil Titl, kapelník a hudební skladatel († 21. ledna 1882)
- 1859 – Josef Seidel, fotograf († 21. října 1935)
- 1882 – Josef Havlín, československý politik († 2. prosince 1945)
- 1883 – Rudolf Kauschka, turista, horolezec a spisovatel německé národnosti († 2. dubna 1960)
- 1886 – František Slunečko, generál, legionář, vojenský velitel Čech při Pražském povstání († 10. prosince 1963)
- 1890 – Felix Zrno, sbormistr, hudební skladatel a pedagog († 11. března 1981)
- 1895 – Otakar Vočadlo, lingvista († 24. ledna 1974)
- 1909 – Ivan Otto Mikšovič, skaut, novinář a spisovatel († 30. srpna 1987)
- 1912 – Frank Malina, česko-americký vědec a vynálezce († 9. listopadu 1981)
- 1914
  - Božena Dobešová, sportovní gymnastka, stříbrná medaile LOH 1936 († 28. listopadu 1990)
  - Dalibor Hanes, předseda Federálního shromáždění († 16. prosince 2007)
- 1915 – Josef Paukert, malíř († 1991)
- 1920 – Bohumil Šimon, ekonom a politik († 21. listopadu 2003)
- 1922 – Otmar Mácha, hudební dramaturg, hudební skladatel a režisér († 14. prosince 2006)
- 1925 – Alois Piňos, hudební skladatel († 19. září 2008)
- 1931
  - Richard Novák, operní pěvec (bas), skladatel, varhaník
  - Josef Koníček, choreograf († 3. dubna 2010)
- 1933 – Karel Hála, zpěvák († 6. července 2008)
- 1943 – Jiřina Fuchsová, básnířka, překladatelka, novinářka
- 1946 – Jaroslav Pešán, veterinář a politik
- 1947 – Zuzana Burianová, herečka a zpěvačka († 25. října 2022)
- 1948
  - Olga Matušková, zpěvačka a herečka
  - Petr Štěpánek, herec
- 1952
  - Jaroslav Palas, politik, ministr, hejtman
  - Jan Švejnar, česko-americký ekonom
- 1954
  - Roman Skamene, herec
  - Marcel Vašinka, herec
- 1956
  - Jaromír Jermář, historik a politik
  - Martin Smrček, zoolog
- 1965
  - Josef Polášek, herec
- 1968 – Jana Novotná, tenistka († 19. listopadu 2017)
- 1975
  - Ivan Hladík, textař
  - Petr Pála, tenista
- 1984 – Jiří Fleišman, fotbalista
- 1986 – Adam Vojtěch, právník a politik, bývalý ministr zdravotnictví

### Svět

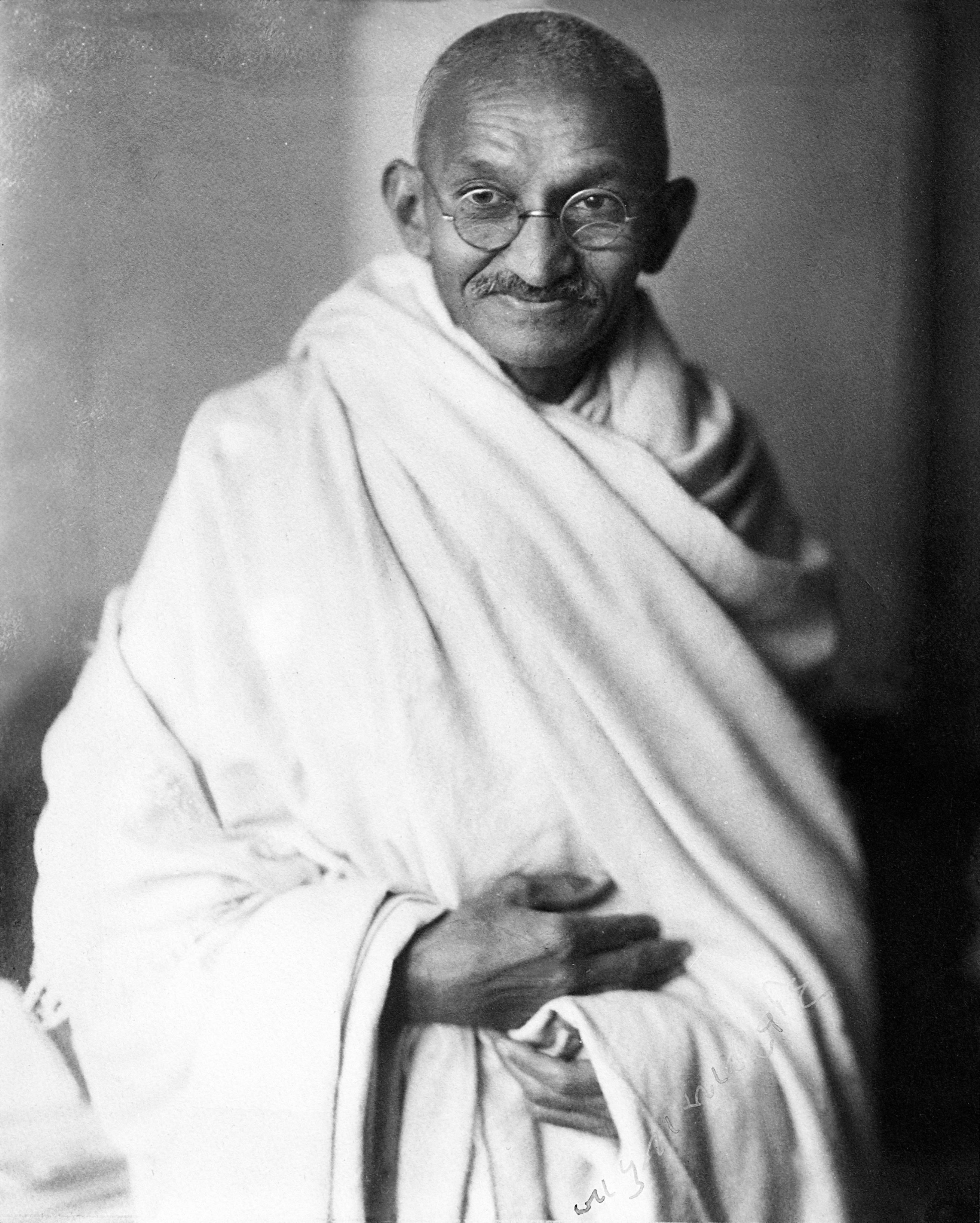
Mahátma Gándhí (* 1869)

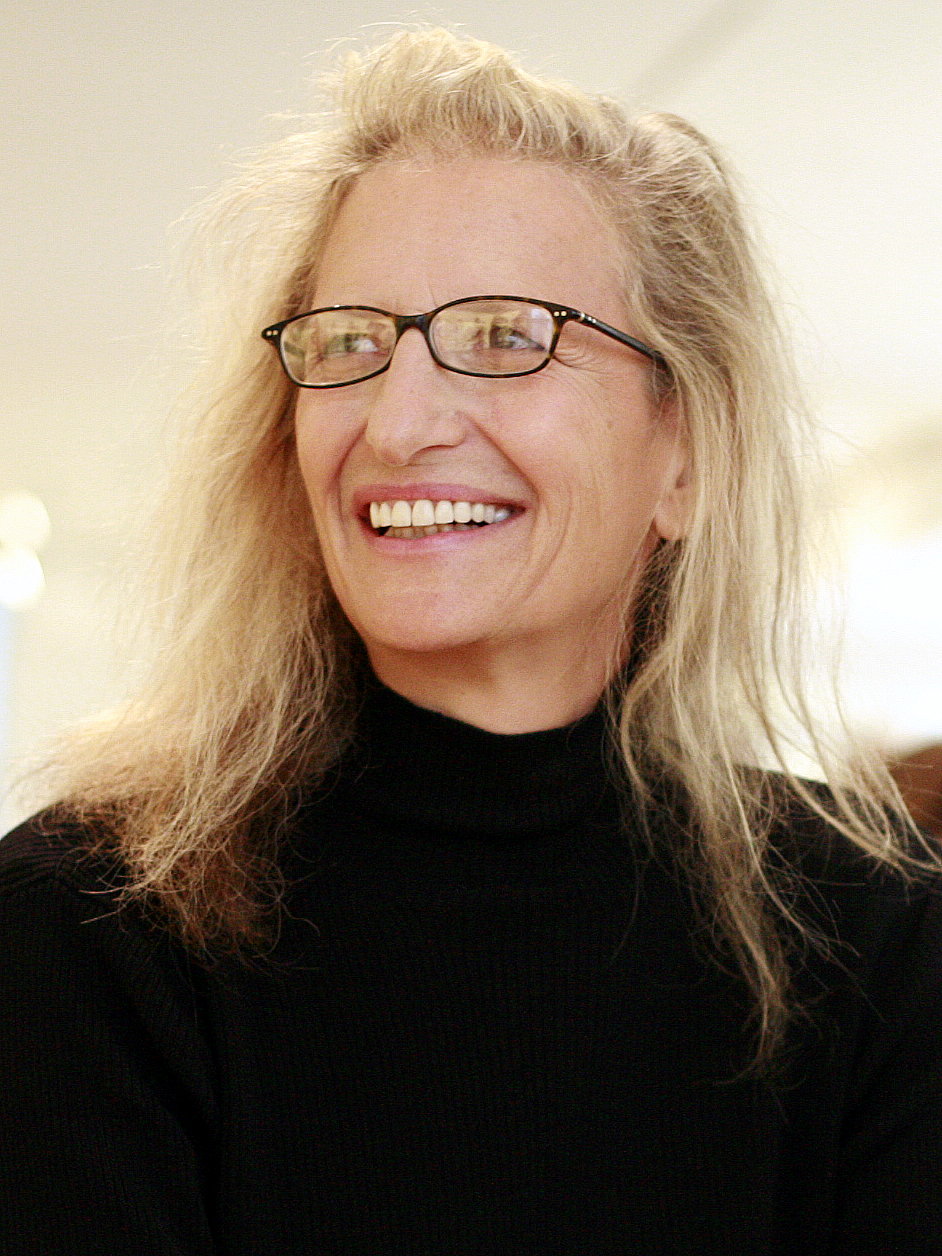
Annie Leibovitz (* 1949)

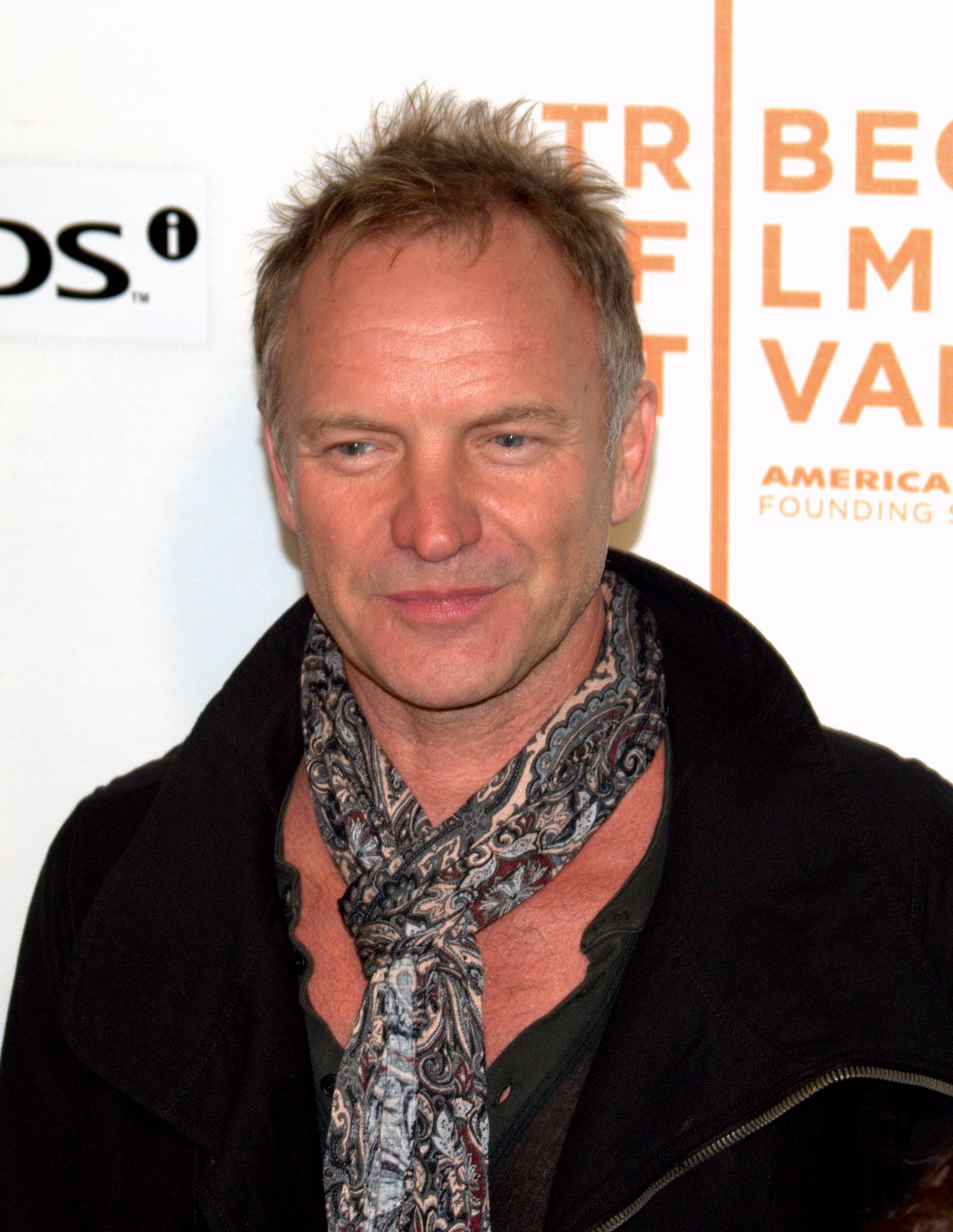
Sting (* 1951)

- 1452 – Richard III., anglický král († 22. srpna 1485)
- 1470
  - Eduard V., anglický král († 29. července 1483)
  - Isabela Aragonská (1470), portugalská královna († 23. srpna 1498)
  - Isabela Aragonská (1470–1524), milánská vévodkyně († 11. února 1524)
- 1538 – Karel Boromejský, italský biskup, kardinál a světec († 3. listopadu 1584)
- 1582 – August Falcko-Sulzbašský, německý hrabě († 14. srpna 1632)
- 1591 – Markéta Gonzaga, vévodkyně lotrinská († 7. února 1632)
- 1616 – Andreas Gryphius, německý básník a dramatik († 16. července 1664)
- 1626 – Marin Getaldić, chorvatský matematik a fyzik († 11. dubna 1626)
- 1673 – Luisa Františka Bourbonská, nejstarší uznaná dcera Ludvíka XIV. Francouzského († 16. června 1743)
- 1727 – Ignaz Schiffermüller, rakouský entomolog († 21. června 1806)
- 1741 – Augustin Barruel, francouzský jezuita a polemický publicista († 5. října 1820)
- 1754 – Louis-Gabriel de Bonald, francouzský filozof a politik († 23. listopadu 1840)
- 1798 – Karel Albert Sardinský, sardinsko-piemontský král († 28. července 1849)
- 1800
  - Francis Kiernan, britský anatom a lékař († 31. prosince 1874)
  - Felix Schwarzenberg, rakouský politik († 4. dubna 1852)
  - Nat Turner, americký vůdce povstání proti otrokářům († 11. listopadu 1831)
- 1832 – Edward Burnett Tylor, anglický antropolog († 2. ledna 1917)
- 1836 – Otilie Malybrok-Stielerová, německá překladatelka české poezie († 19. září 1913)
- 1837 – Reinhold Wilhelm Buchholz, německý herpetolog a karcinolog († 17. dubna 1876)
- 1839 – Hans Thoma, německý malíř a grafik († 7. listopadu 1924)
- 1843 – Paul Gaffarel, francouzský historik († 27. prosince 1920)
- 1847
  - Paul von Hindenburg, německý vojevůdce, říšský prezident Výmarské republiky († 2. srpna 1934)
  - Sergej Něčajev, ruský filozof a anarchista († 1882)
- 1851 – Ferdinand Foch, francouzský vojevůdce († 20. března 1929)
- 1852
  - Hugo II. Logothetti, rakousko-uherský diplomat († 3. srpna 1918)
  - William Ramsay, skotský chemik, nositel Nobelovy ceny za objev vzácných plynů († 23. července 1916)
- 1854 – Patrick Geddes, skotský biolog, sociolog, filantrop a průkopník urbanismu († 17. dubna 1932)
- 1859 – Josef Seidel, německý fotograf († 21. října 1935)
- 1864 – Alfred Roller, vídeňský scénograf, malíř, grafik a pedagog († 21. června 1935)
- 1867 – Božena Slančíková-Timrava, slovenská prozaička a dramatička († 1951)
- 1869 – Mahátma Gándhí, indický politik († 30. ledna 1948)
- 1871 – Cordell Hull, ministr zahraničních věcí USA († 23. července 1955)
- 1879 – Wallace Stevens, americký básník († 2. srpna 1955)
- 1882 – maršál Boris Michajlovič Šapošnikov, sovětský vojenský teoretik, náčelník generálního štábu Rudé armády († 26. března 1945)
- 1886 – Džisaburó Ozawa, viceadmirál japonského císařského námořnictva († 9. listopadu 1966)
- 1887 – Violet Jessop, britská stevardka, přežila ztroskotání tří lodí († 5. května 1971)
- 1890 – Groucho Marx, americký komik († 19. srpna 1977)
- 1895 – Bud Abbott, americký herec, producent a komik († 24. dubna 1974)
- 1896 – Jacques Duclos, francouzský komunistický politik († 25. dubna 1975)
- 1901 – Alice Prin, „Kiki – královna Montparnassu“, modelka pařížských umělců, zpěvačka v nočních klubech, herečka a malířka († 29. dubna 1953)
- 1902
  - Karl Gustav Bruchmann, německý archivář, filolog a historik († 20. března 1967)
  - Leopold Figl, kancléř Rakouska († 9. května 1965)
  - Toivo Loukola, finský olympijský vítěz 1928 († 10. ledna 1984)
- 1904
  - Graham Greene, anglický spisovatel († 3. dubna 1991)
  - Lál Bahádur Šastrí, premiér Indie († 11. ledna 1966)
- 1905 – Franjo Šeper, chorvatský arcibiskup a kardinál († 30. prosince 1981)
- 1907
  - Ivan Bahrjanyj, ukrajinský spisovatel († 25. srpna 1963)
  - Sergej Kruglov, sovětský ministra vnitra († 6. července 1977)
  - Alexander Robertus Todd, skotský biochemik, Nobelova cena za chemii 1957 († 10. ledna 1997)
- 1909 – Margita Figuli, slovenská spisovatelka a překladatelka († 27. března 1995)
- 1911 – Tilly Fleischerová, německá olympijská vítězka v hodu oštěpem († 14. července 2005)
- 1912 – Frank Malina, Američan českého původu, zakladatel JPL († 9. listopadu 1981)
- 1914 – Jan Nowak-Jeziorański, polský odbojář, novinář a politik († 20. ledna 2005)
- 1922 – Hans Günther Mukarovsky, rakouský afrikanista († 29. listopadu 1992)
- 1928 – Geert Hofstede, nizozemský sociolog († 12. února 2020)
- 1929 – Howard Roberts, americký kytarista († 28. června 1992)
- 1933 – John Gurdon, britský vývojový biolog, Nobelova cena 2012
- 1935 – Omar Sívori, argentinský fotbalista naturalizovaný v Itálii († 17. února 2005)
- 1939 – Jurij Glazkov, sovětský kosmonaut ruské národnosti († 9. prosince 2008)
- 1940 – Gheorghe Gruia, rumunský házenkář († 9. prosince 2015)
- 1941 – Viliam Roth, slovenský novinář a politik, John Sinclair, americký básník a aktivista
- 1944 – Abas Arslanagić, jugoslávský házenkář
- 1945
  - Martin Hellman, americký kryptolog
  - Don McLean, americký zpěvák-skladatel a kytarista
  - Wando, brazilský zpěvák a kytarista († 8. února 2012)
- 1948
  - Donna Karan, americká módní návrhářka
  - Avery Brooks, americký herec, jazzový a operní zpěvák
  - Persis Khambattaová, indická modelka a herečka († 18. srpna 1998)
- 1949
  - Richard Hell, americký zpěvák, baskytarista, skladatel a spisovatel
  - Annie Leibovitz, americká fotografka
- 1950
  - Antonio Di Pietro, italský politik
  - Mike Rutherford, anglický hudebník
- 1951
  - Sting, anglický zpěvák a hudebník
  - Romina Power, americká zpěvačka
- 1955
  - Phil Oakey, anglický zpěvák a člen skupiny The Human League
  - Ján Gabriel, slovenský politik, bývalý poslanec
  - Norodom Arunrasmy, kambodžská princezna
- 1957 – Kate St John, anglická hudebnice, zpěvačka, skladatelka a producentka
- 1958 – Dominique Othenin-Girard, švýcarsko-francouzsky filmový režisér a scenárista
- 1963 – Maria Ressaová, filipínsko-americká novinářka, nositelka Nobelovy ceny
- 1967
  - Frankie Fredericks, namibijský atlet-běžec
  - Thomas Muster, rakouský tenista
  - Bud Gaugh, americký rockový bubeník (Sublime, Eyes Adrift)
- 1971 – James Root, americký kytarista (Slipknot, Stone Sour)
- 1973 – Věrka Serďučka, ukrajinský komik a zpěvák
- 1974 – René Sommerfeldt, německý běžec na lyžích
- 1976 – Anita Kulcsárová, maďarská házenkářka († 19. ledna 2005)
- 1977 – Didier Défago, švýcarský lyžař
- 1978 – Sławomir Szmal, polský házenkář
- 1979 – Balázs Borbély, slovenský fotbalista
- 1981 – James Cerretani, americký tenista
- 1982 – Daniel Leo, samojský ragbista
- 1984 – Marion Bartoli, francouzská tenistka
- 1987 – Phil Kessel, americký lední hokejista
- 1988 – Ivan Zaytsev, italský volejbalista
- 1989 – Marlie Packerová, anglická ragbistka

## Úmrtí

### Česko

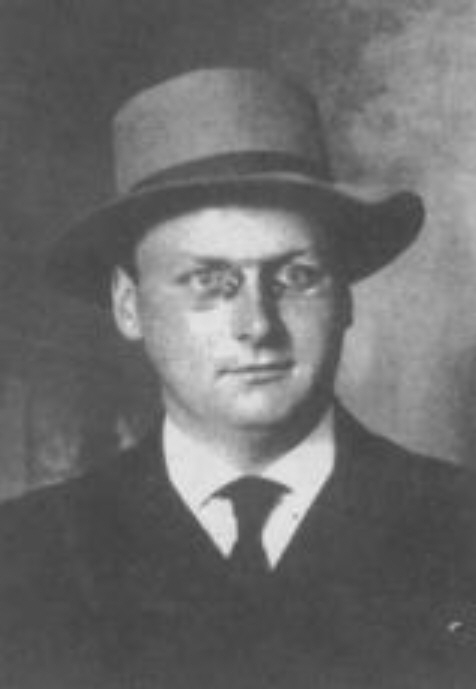
Eduard Bass († 1946)

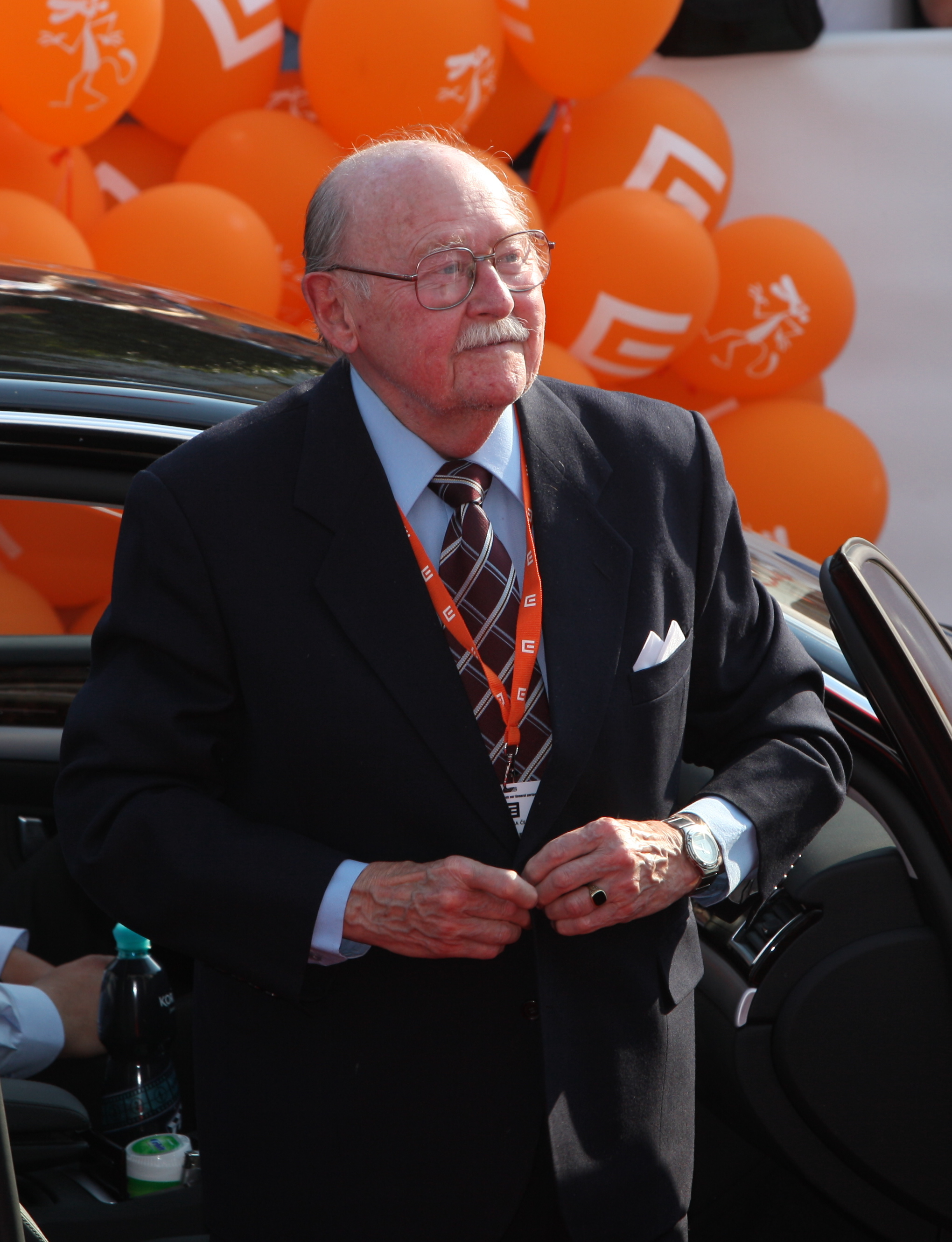
Lubomír Lipský († 2015)

- 1553 – Jan IV. Zajíc z Hazmburka, šlechtic (* 1486)
- 1768 – Václav Haas, varhaník a skladatel (* 1694)
- 1852 – Karel Bořivoj Presl, botanik (* 17. února 1794)
- 1879 – Josef Dionys Halbmayr, rakouský a český politik německé národnosti (* 11. března 1813)
- 1890 – Karel Bohuš Kober, sportovec a spisovatel (* 13. prosince 1849)
- 1901 – Antonín Lenz, katolický teolog (* 20. února 1829)
- 1905 – Alexander Seik, fotograf (* 6. září 1824)
- 1942
  - Marie Antonína Kratochvílová, mučednice z 2. světové války (* 21. srpna 1881)
  - Vincenc Červinka, novinář, publicista a překladatel (* 2. srpna 1877)
- 1944 – Vojtěch Luža, generál (* 23. března 1891)
- 1946 – Eduard Bass, spisovatel a novinář (* 1. ledna 1888)
- 1960 – Jaroslav Doubrava, hudební skladatel (* 25. dubna 1909)
- 1961 – Karel Kutlvašr, velitel Pražského povstání (* 27. ledna 1895)
- 1972 – František Mrázek Dobiáš, evangelický teolog, překladatel a pedagog (* 2. března 1907)
- 1977 – Vladimír Müller, publicista a spisovatel (* 8. srpna 1904)
- 1989 – Václav Škoda, komunistický politik (* 14. července 1913)
- 1990 – Peter Herman Adler, dirigent a skladatel narozený v Čechách (* 2. prosince 1899)
- 2000 – Karel Toman, malíř, grafik a ilustrátor (* 27. února 1931)
- 2000 – Pavel Štěpánek (lékař), internista, pneumolog (* 5. října 1939)
- 2001 – Oldřich Lajsek, malíř (* 8. února 1925)
- 2004 – Luděk Kopřiva, herec (* 19. června 1924)
- 2005
  - Josef Beneš, etnograf a muzeolog (* 1. března 1917)
  - František Vlasák, československý ekonom a politik (* 30. srpna 1912)
- 2006
  - Zdeněk Matějka, chemik a vysokoškolský pedagog (* 30. dubna 1937)
  - Stanislav Novák, teolog, kanovník Vyšehradské kapituly (* 14. června 1917)
- 2009
  - Karel Bedřich Absolon, chirurg (* 21. března 1926)
  - Ludmila Píchová, herečka (* 24. dubna 1923)
- 2013
  - Bohumil Žemlička, malíř (* 30. srpna 1938)
  - Zdeněk Rytíř, textař, hudební skladatel, hudebník (* 11. dubna 1944)
- 2014 – Karel Lewit, neurolog slovinského původu (* 25. dubna 1916)
- 2015 – Lubomír Lipský, herec a komik (* 19. dubna 1923)

### Svět

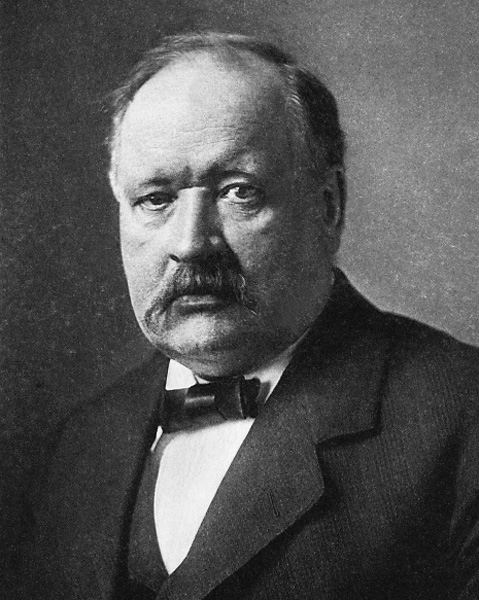
Svante Arrhenius († 1927)

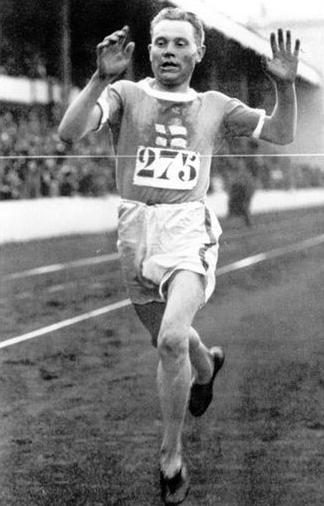
Paavo Nurmi († 1973)

- 0939 – Giselbert Lotrinský, vévoda lotrinský (* 885/90)
- 1264 – Urban IV., papež (* asi 1195)
- 1515 – Barbora Zápolská, manželka polského krále Zikmunda I. Starého (* 1495)
- 1588 – Bernardino Telesio, italský filozof (* 1509)
- 1629
  - Pierre de Bérulle, francouzský katolický kněz, kardinál (* 4. února 1575)
  - Giovanni Garzia Millini, italský kardinál (* 1562)
- 1633 – Scipione Caffarelli-Borghese, kardinál státní sekretář, mecenáš umění (* 1. září 1577)
- 1678 – Wu San-kuej, čínský císař (* 1612)
- 1761 – Kelemen Mikes, maďarský spisovatel (* srpen 1690)
- 1764 – William Cavendish, britský státník a premiér (* 8. května 1720)
- 1803 – Samuel Adams, americký státník, politický filozof a jeden z Otců zakladatelů USA (* 1722)
- 1804 – Nicolas Joseph Cugnot, francouzský vynálezce a dělostřelecký důstojník (* 26. února 1725)
- 1853 – Dominique François Jean Arago, francouzský matematik, fyzik, astronom a politik (* 26. února 1786)
- 1868 – François-Christophe-Edouard Kellermann, francouzský státník a diplomat (* 16. dubna 1802)
- 1873 – Friedrich Moritz von Burger, ministr námořnictva Rakouského císařství (* 4. července 1804)
- 1892 – Ernest Renan, francouzský filozof a spisovatel (* 27. února 1823)
- 1893 – Elizabeth Eastlake, britská historička umění a kreslířka (* 17. listopadu 1809)
- 1918 – Christian Otto Mohr, německý stavební inženýr a geolog (* 8. října 1835)
- 1919 – Pierre Marinovitch, francouzský stíhací pilot (* 1. srpna 1898)
- 1921 – Vilém II. Württemberský, poslední württemberský král (* 25. ledna 1848)
- 1927 – Svante Arrhenius, švédský fyzik a chemik, nositel Nobelovy ceny v oboru elektrochemie (* 19. února 1859)
- 1932 – Otakar Griese, hermetik, astrolog, martinista a spisovatel (* 19. října 1881)
- 1935 – Milada Skrbková, československá tenistka, bronz na LOH 1920 (* 30. května 1897)
- 1941 – Menachem Usiškin, ruský sionistický aktivista (* 14. srpna 1863)
- 1943 – Marsden Hartley, americký malíř a spisovatel (* 4. ledna 1877)
- 1946 – Ignacy Mościcki, polský vědec, politik a meziválečný prezident (* 1. prosince 1867)
- 1953 – John Marin, americký malíř (* 23. prosince 1870)
- 1957 – Luigi Ganna, italský cyklista, první vítěz Giro d'Italia (* 1. prosince 1883)
- 1958 – Marie Stopesová, britská paleobotanička a bojovnice za ženská práva (* 15. října 1880)
- 1968 – Marcel Duchamp, francouzský malíř dadaismu a surrealismu (* 28. června 1887)
- 1973 – Paavo Nurmi, finský atlet – běžec na středních a dlouhých tratích (* 13. června 1897)
- 1974 – Vasilij Šukšin, ruský spisovatel, dramatik, herec a filmový režisér (* 25. července 1929)
- 1976 – Johannes Schultze, německý historik (* 13. května 1881)
- 1985 – Margaret Mahlerová, maďarsko-americká pediatrička a psychoanalytička (* 10. května 1897)
- 1989 – Cousin Joe, americký bluesman (* 20. prosince 1907)
- 1996 – Joonas Kokkonen, finský skladatel a klavírista (* 13. listopadu 1921)
- 1998
  - Gene Autry, americký zpěvák, bavič a podnikatel (* 29. září 1907)
  - Lili Zografu, řecká spisovatelka a levicová politická aktivistka (* 17. června 1922)
- 1999 – Tošio Kató, japonský matematik (* 25. srpna 1917)
- 2000 – Nikolaj Trofimovič Fedorenko, stálý zástupce SSSR při OSN (* 9. listopadu 1912)
- 2005 – Orest Dubay, slovenský akademický malíř (* 15. srpna 1919)
- 2006 – Paul Halmos, americký matematik (* 3. března 1916)
- 2007 – Rio Preisner, americký básník, filozof, spisovatel, překladatel a teatrolog rusínského původu (* 13. listopadu 1925)
- 2009
  - Nat Finkelstein, americký fotograf (* 16. ledna 1933)
  - Marek Edelman, polský lékař židovského původu, bojovník v povstání ve varšavském ghettu (* 1919 nebo 1922)
- 2012 – Big Jim Sullivan, britský kytarista (* 14. února 1941)
- 2014 – György Lázár, předseda rady ministrů Maďarska (* 15. září 1924)

## Svátky

### Česko
- Olívie, Oliver
- Halina, Galina, Havla
- Leodegar
- Marcel

### Svět
- OSN: Mezinárodní den nenásilí
- Světový den hospodářských zvířat
- Guinea: Den nezávislosti
- Indie: Gandhi Jayanti
- Mezinárodní den zvonů
- Svátek Anděl strážný
- Mezinárodní den zdraví dětí

## Pranostiky

### Česko
- Den Marie Orodovnice – první mrazíky.
- Fouká-li na den Marie Orodovnice od východu, bude tuhá zima.

| 2. říjen v pražském KlementinuÚdaje jsou platné k 29. 4. 2025. | 2. říjen v pražském KlementinuÚdaje jsou platné k 29. 4. 2025. | 2. říjen v pražském KlementinuÚdaje jsou platné k 29. 4. 2025. |
| minimum                                                        | denní průměr                                                   | maximum                                                        |
| -------------------------------------------------------------- | -------------------------------------------------------------- | -------------------------------------------------------------- |
| 1,7 °C (1957)                                                  | 12,6 °C (od 1961)                                              | 25,8 °C (2023)                                                 |